# Großsteingrab Wingst
Das Großsteingrab Wingst ist eine Grabanlage der jungsteinzeitlichen Trichterbecherkultur nahe der Gemeinde Wingst im Landkreis Cuxhaven in Niedersachsen. Es ist als Kulturdenkmal (KD) ausgewiesen und trägt die Sprockhoff-Nummer 644.

## Geographische Lage
Das Grab liegt im Wald des Höhenzuges Wingst, westnordwestlich von Dobrock und nordwestlich von Weißenmoor – beides Ortsteile von Wingst. An mehreren anderen Stellen dieses Forstes gab es früher weitere Großsteingräber unbekannter Zahl.

## Beschreibung

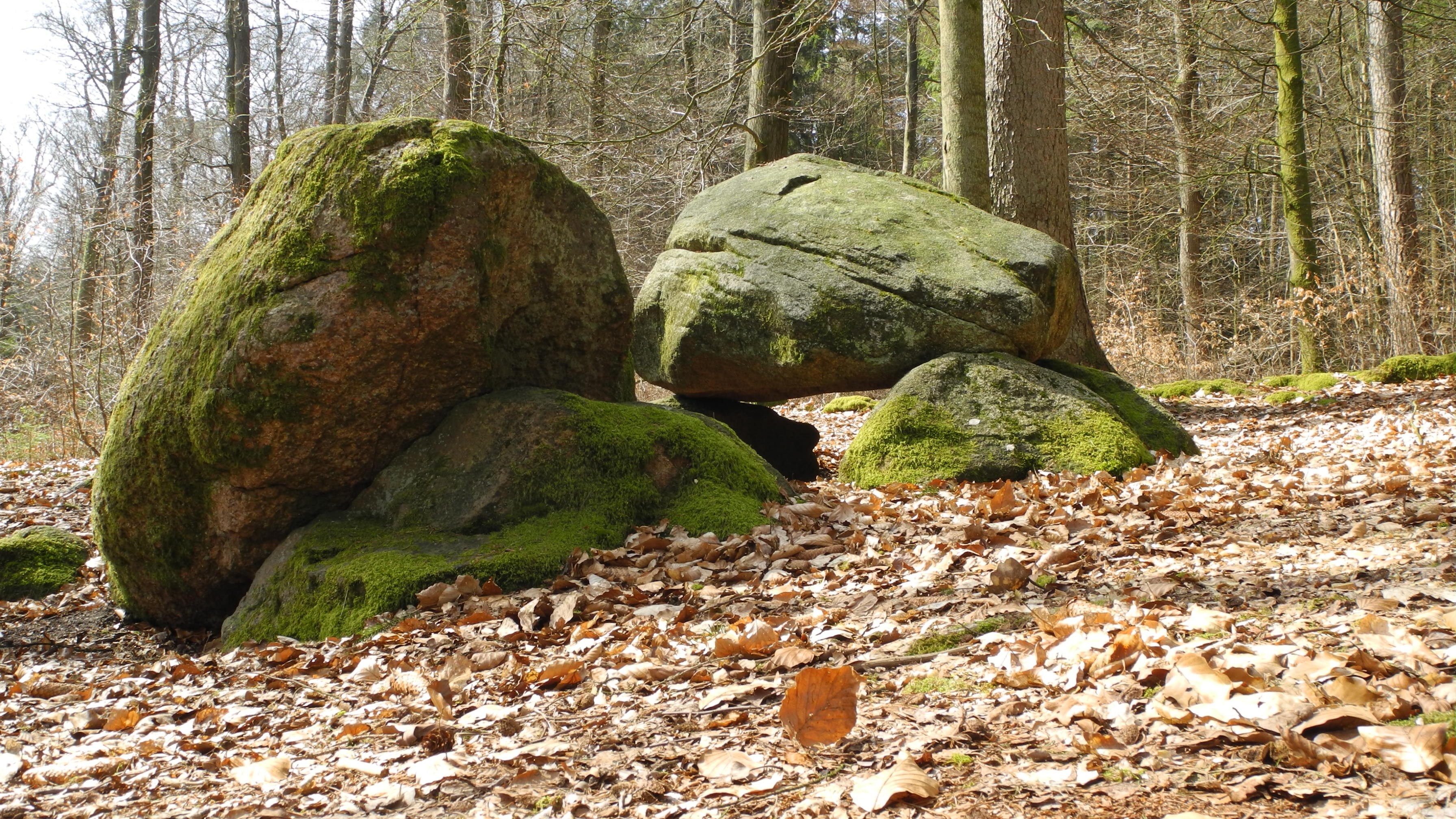
Großsteingrab Wingst, Blick von Norden

Die Anlage besitzt eine ungefähr west-östlich orientierte Grabkammer mit einer Breite von 1,3 m; die Länge lässt sich nicht genau bestimmen. In situ erhalten sind noch der westliche Abschlussstein, sowie von Westen aus gesehen der erste und zweite Wandstein der nördlichen und der erste und dritte Wandstein der südlichen Langwand. Der westliche Deckstein ruht noch in seiner ursprünglichen Position. Der Folgende liegt mit einem Ende auf dem nördlichen Wandstein auf, das südliche Ende ruht auf dem Kammerboden. Das östliche Ende der Grabkammer ist nicht erhalten. Südöstlich des dritten Wandsteins der Südseite liegt ein weiterer Stein, der sich nicht eindeutig zuordnen lässt.